# Semlyék
A semlyék (székely változatban: semlény) vizenyős, időszakosan vízborította mélyedés, rét, szikesedő, vizenyős terület, szélbarázda, más értelmezésben víztől egy csomóba sodort növényi hordalék.

## A semlyékek jelentősége
A vízrendezés, vízszabályozás megváltoztatta a növényvilágot, ezért a megmaradt semlyékek izolátumként őrzik az ősi társulásokat, és ezek ma már ritkává vált védett növényfajait (például Pókbangó, tarka sáfrány, mocsári kosbor).

## Életközösségei
- Semlyék-sásos

## Hazai példák
- Ásotthalmi Láprét Természetvédelmi Terület = Csodarét [halott link]
- Béró semlyék
- Csipak-semlyék, Mórahalom  Archiválva 2020. szeptember 27-i dátummal a Wayback Machine-ben
- Kissori-semlyék
- Rahoznai-semlyék
- Rívói-semlyék Ásotthalom * Tanaszi-semlyék Mórahalom
- Zákányszéki-semlyék [halott link] Kiskunság